# Vasodilatation
Vasodilatation betyder, at kroppens blodkar dilaterer, det vil sige at blodkarrenes glatte muskulatur slapper af og karene udvider sig, især i de store vener, store arterier og de mindre arterioler. Processen er i princippet det modsatte af vasokonstriktion. Når blodkarrene dilaterer øges blodgennemstrømningen på grund af den nedsatte karmodstand og kredsløbets volumen øges. Endvidere vil det arterielle blodtryk falde fordi den perifere karmodstand (afterload) nedsættes. Samtidig vil karudvidelsen medføre øget permeabilitet i kapillærerne og der kan ske væskeudsivning ud i det ekstracellulære rum med ødemer til følge. Dette kan føre til nedsat blodvolumen grundet væsketab.
Vasodilatation kan optræde dels som følge af kroppens egen regulering af blodtilførsel, dels som en bivirkning ved brug af visse stoffer eller som følge af medikamentel behandling (antihypertensiva). 